# Rostryggig oropendola
Rostryggig oropendola (Psarocolius angustifrons) är en fågel i familjen trupialer inom ordningen tättingar.

## Utseende
Rostryggig oropendola är en medelstor oropendola. Fjäderdräkten är generellt olivgrön med varmare roströda toner på rygg och övergump. Näbbfärgen varierar, från mörkt svartaktig i Amazonområdet till gulaktig i Anderna. Liksom andra oropendolor har den gula yttre stjärtpennor.

## Utbredning och systematik
Rostryggig oropendola delas in i sju underarter med följande utbredning:
- P. a. oleagineus – kustnära bergsområden i norra Venezuela och inre bergsområden (Aragua)
- angustifrons-gruppen
  - P. a. salmoni – västra och centrala Anderna i Colombia
  - P. a. atrocastaneus – subtropiska västra Ecuador
  - P. a. sincipitalis – östra Andernas västsluttning i Colombia och övre Magdalena Valley
  - P. a. neglectus - östra Andernas östsluttning i Colombia och nordvästra Venezuela
  - P. a. angustifrons – tropiska sydöstra Colombia till nordöstra Peru och angränsande västra Amazonas Brasilien
  - P. a. alfredi – sydöstra Ecuador till östra Peru och nordvästra Bolivia (västra Santa Cruz)

Sedan 2016 urskiljer Birdlife International och naturvårdsunionen IUCN oleagineus som den egna arten "grönnäbbad oropendola". 

## Levnadssätt
Rostryggig oropendola hittas i skogar i låglänta områden, men även mer fåtalig i bergsskogar, upp till 2500 meters höjd. Den ses vanligen i flockar som födosöker i trädtaket, ibland i artblandade grupper med andra oropendolor eller kasiker.

## Status
IUCN bedömer hotstatus för underartsgrupperna (eller arterna) var för sig, båda som livskraftiga.

## Bilder

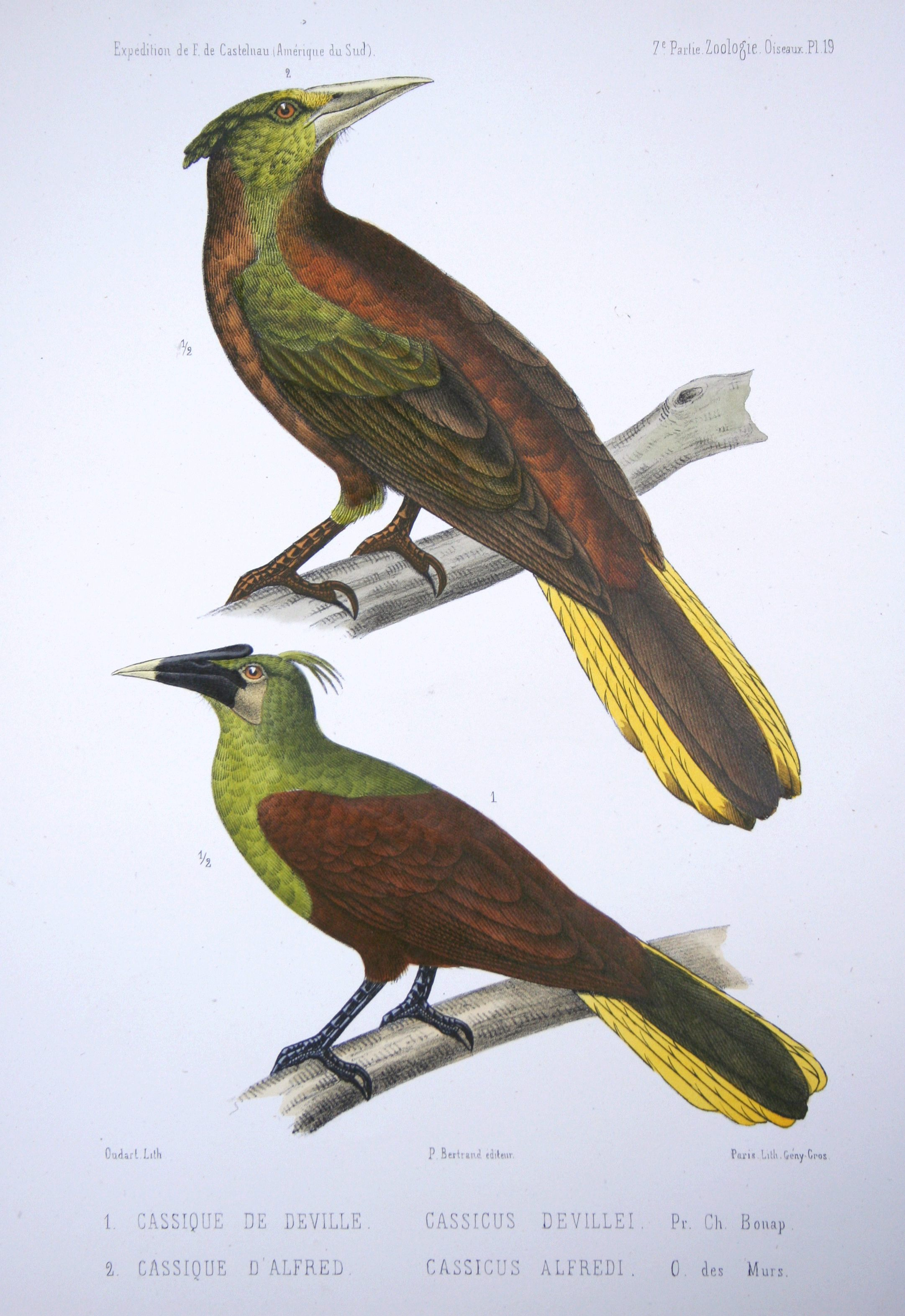
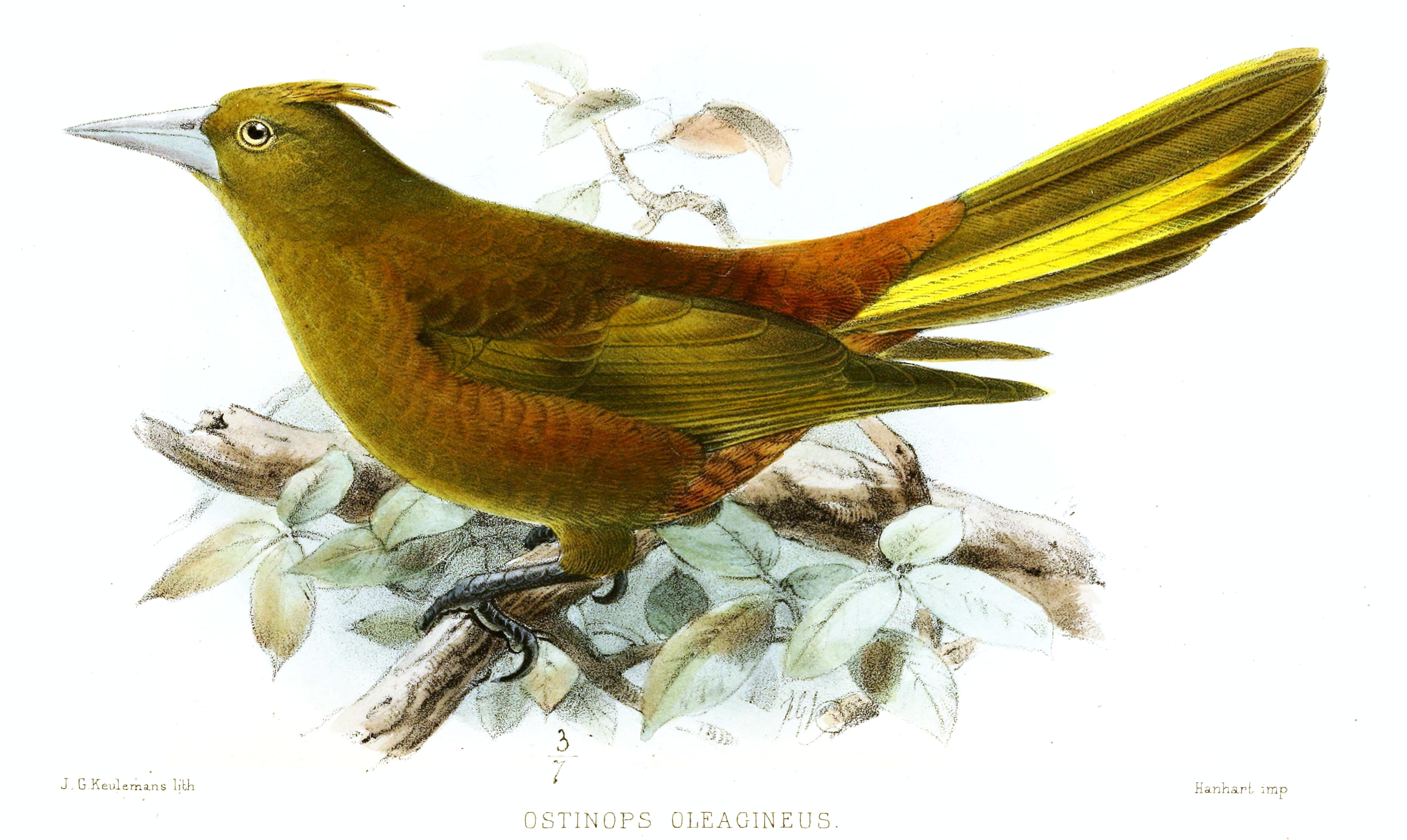
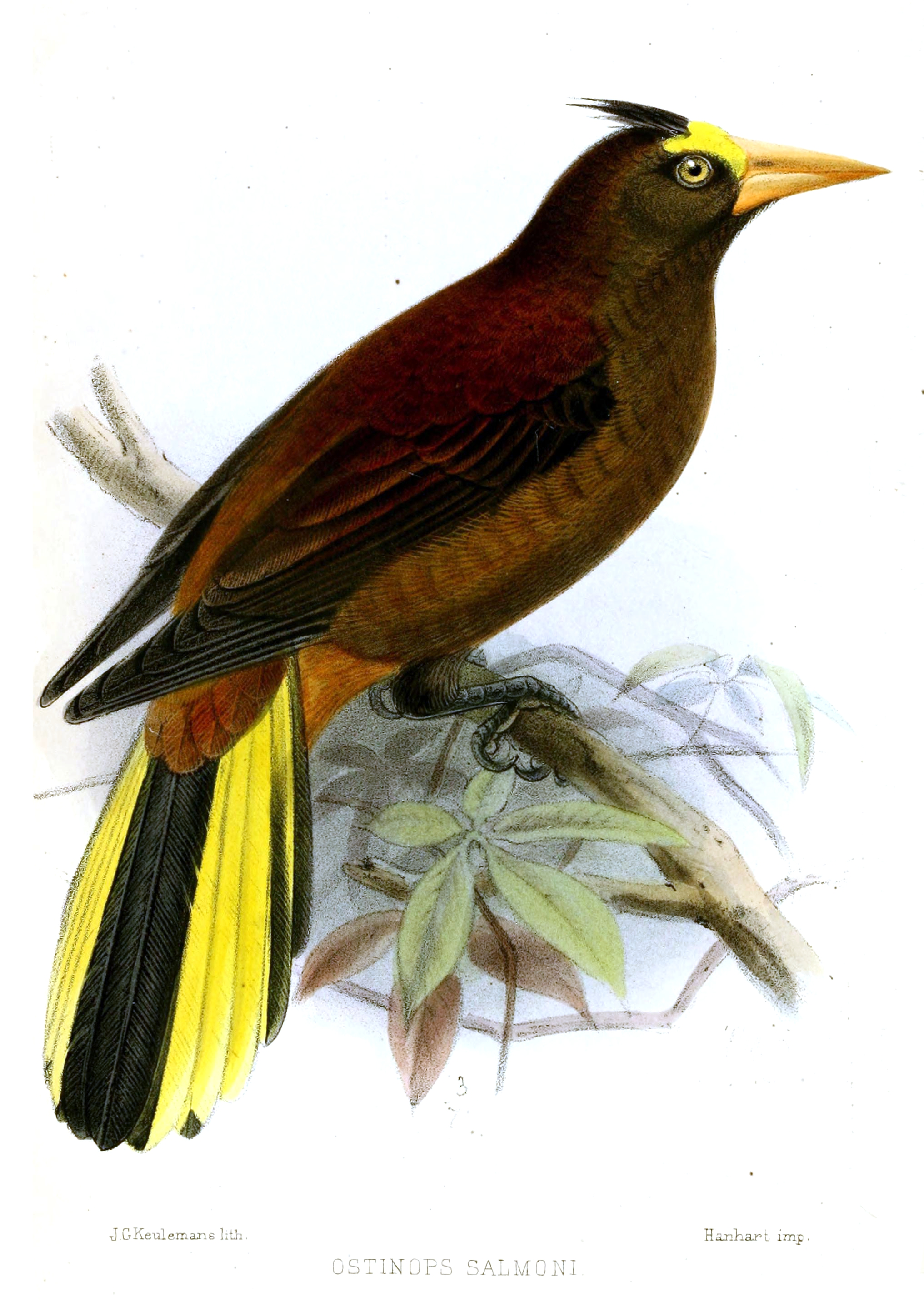
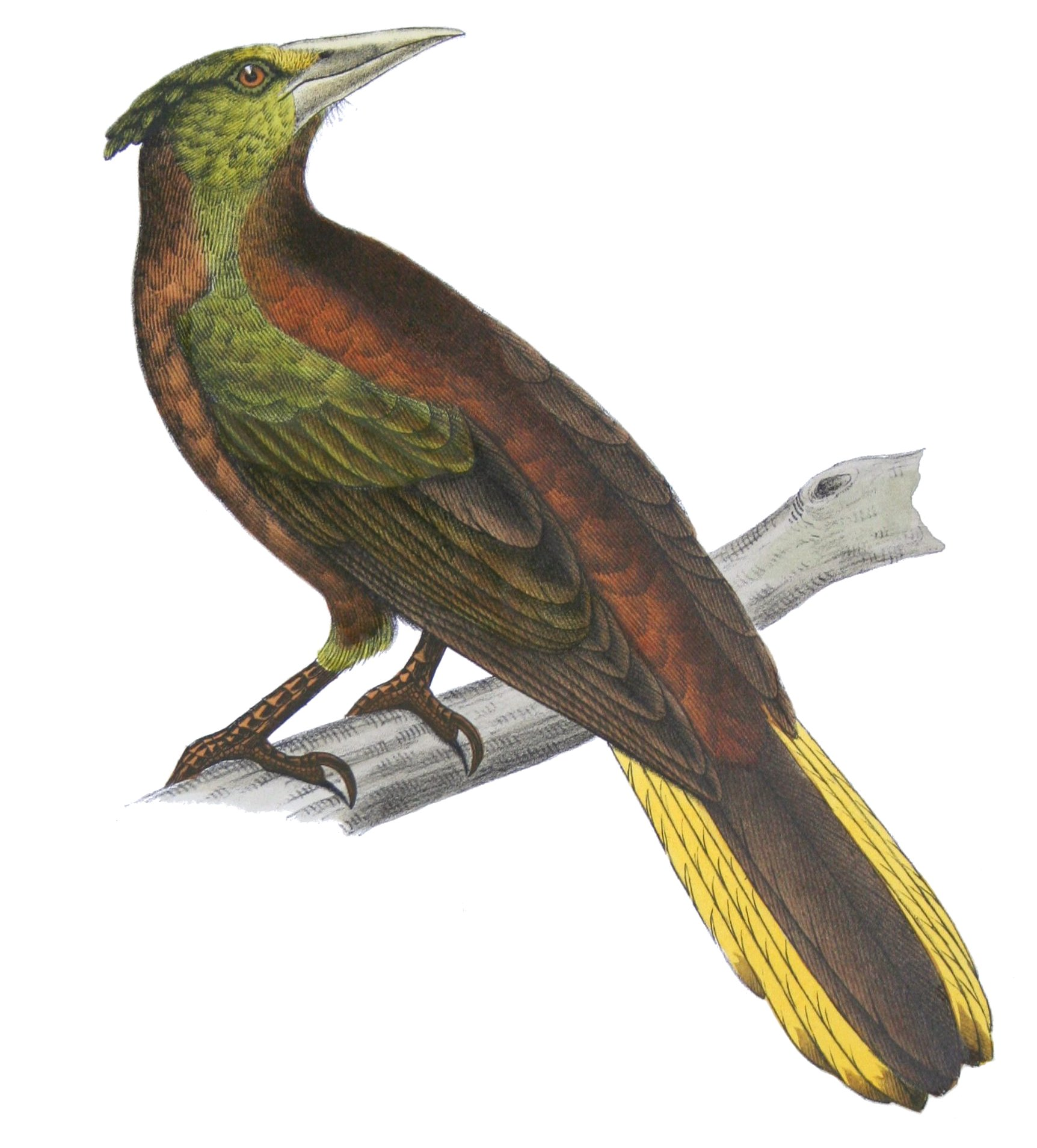
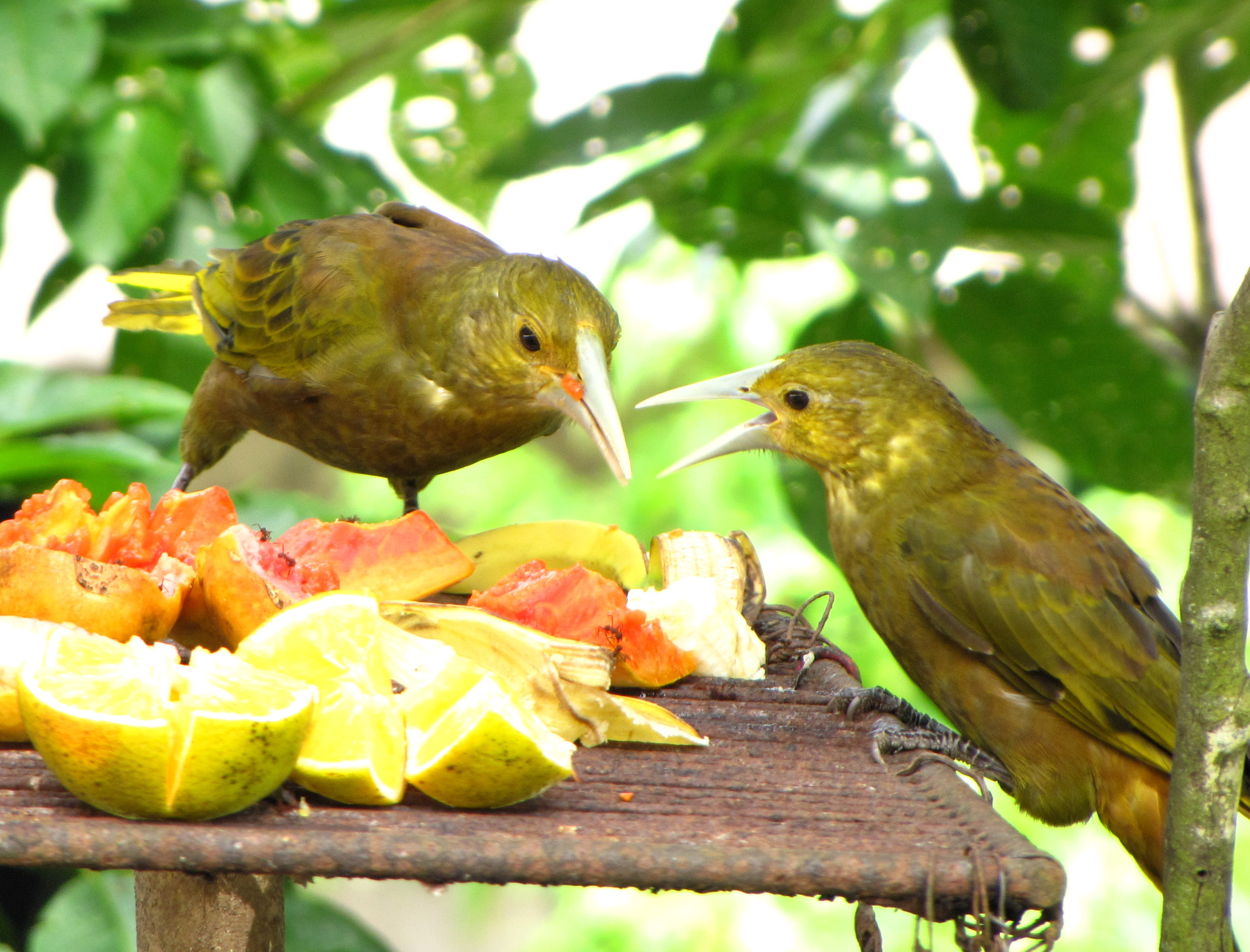